# Matilde Landa
Matilde Landa Vaz (Badajoz, 24 de junio de 1904-Palma de Mallorca, 26 de septiembre de 1942) fue una destacada militante del Partido Comunista de España (PCE). Actualmente es considerada uno de los referentes más significativos del movimiento obrero y comunista de las décadas de 1930 y 1940.

## Biografía

### Primeros años
Matilde Landa nació en Badajoz el 24 de junio de 1904, en el domicilio familiar de la plaza de San Andrés (hoy plaza de Cervantes), en el seno de una familia pudiente y librepensadora, en la que se fomentaba la educación y la cultura. No recibió el bautismo, algo infrecuente en la época. Su inscripción en el registro civil fue atestiguada por dos amigos de la familia: Narciso Vázquez Lemus, reputado médico y destacado dirigente socialista extremeño, y Manuel Barriga Soto, poeta y periodista.
Hija del abogado krausista Rubén Landa Coronado, sobrino a su vez de la escritora Carolina Coronado, y de Jacinta Vaz Toscano, que habían contraído matrimonio civil en 1886 —algo muy infrecuente por entonces— en Porcel (Portugal), lugar de nacimiento de Jacinta.
Tuvo dos hermanas, Aida y Jacinta (fundadora con José Castillejo de la Escuela Internacional y, posteriormente, de la Escuela Plurilingüe, ambas en Madrid), y un hermano, Rubén, que llegó a ser catedrático de filosofía, pedagogo y amigo de Antonio Machado. Los tres fallecieron en el exilio en México.
Su padre tuvo una intensa vinculación con la Institución Libre de Enseñanza (ILE), forjando amistad con su cofundador Francisco Giner de los Ríos y el pedagogo Manuel Bartolomé Cossío, alumno y posteriormente profesor y director de la ILE, llegando a formar parte del primer grupo de accionistas del Boletín de la ILE, publicación e institución que serían un referente en la educación de todos sus hijos, incluyendo a Matilde. Rubén, su hermano, fue asimismo profesor en la Institución.
La relación de la familia Landa con los Cossío originaría la amistad de Matilde con la hija de este, Julia Cossío, con la que pasaría muchos veranos en un pazo que la familia Cossío tenía en San Fiz de Vixoi, en Bergondo (La Coruña).
Matilde Landa pasó su infancia y adolescencia en Badajoz, donde estudió el bachillerato como alumna libre en el Instituto General y Técnico. Antes de comenzar el bachillerato, Matilde pasó alguna temporada en La Coruña estudiando en la Escuela Profesional de Comercio. En 1923, con diecinueve años, se trasladó a Madrid para iniciar estudios universitarios de Ciencias Naturales, algo infrecuente entre las jóvenes de la época, licenciándose en 1929. Se alojó en la Residencia de Señoritas, entonces bajo la dirección de la pedagoga krausista María de Maeztu.
En 1930 contrajo matrimonio con Francisco López Ganivet (1907-1961), militante comunista y sobrino del escritor y diplomático Ángel Ganivet, considerado precursor de la generación del 98, que durante la Guerra Civil sería capitán del V Cuerpo del Ejército Republicano. Fruto del matrimonio nacieron Carmen en 1931 y Jacinta en 1933, aunque esta última fallecería con pocos meses. El matrimonio se disolvió amistosamente durante la Guerra Civil.
La educación de su hija Carmen estuvo siempre adscrita a la ILE y de ella se conserva una colección de cartas escritas en la cárcel por su madre que han sido fundamentales para la reconstrucción biográfica de Matilde Landa.
Durante estos años existen pocos datos acerca de su profesión, aunque parece que a finales de la Segunda República trabajó en un laboratorio en el Instituto Cajal, como empleada del neurólogo y psiquiatra Gonzalo Rodríguez Lafora.

### Militancia política
Durante la Segunda República (1931-1939) inició su militancia política. En 1934 participó en el congreso fundacional del Comité Nacional de Mujeres contra la Guerra y el Fascismo, organización de inspiración comunista que presidía Dolores Ibárruri. Este mismo año se afilió al Socorro Rojo Internacional (SRI), organización vinculada a la Internacional Comunista, que se dedicaba a realizar actos de apoyo a los prisioneros comunistas y que organizaba asistencia material y humanitaria en situaciones específicas de necesidad.
Ingresó en el PCE en los primeros meses de 1936, poco antes de la guerra civil, gracias a sus contactos con el activista italiano Vittorio Vidali (Comandante Carlos), delegado de la Komintern y cofundador y comisario político del Quinto Regimiento de Milicias Populares, y su compañera la fotógrafa y actriz Tina Modotti.
El 21 de julio de 1936, unos días después del fracasado golpe de Estado, Matilde fue destinada al Hospital Obrero ocupado por el Quinto Regimiento en Madrid, y ese mismo verano se enroló en el batallón femenino de éste, realizando allí la instrucción militar. Junto a otras muchas mujeres, entre las que se encontraba Tina Modotti, se embarcó en el ingente esfuerzo de convertir aquel hospital —que había sido un asilo para tuberculosos regentado por religiosas— en un hospital de sangre para las milicias populares, que ya estaban frenando el avance fascista en la sierra norte de Madrid. El batallón femenino del Quinto Regimiento, siguiendo la idea de Dolores Ibárruri[cita requerida] pretendía que las mujeres combatieran en el frente en situación de igualdad con los hombres. La presencia de mujeres en un cuerpo militarizado como aquel suscitó cierta polémica en las filas del PCE, y las dos únicas compañías de mujeres que llegaron a formarse acabaron disolviéndose.
Tras ello se incorporó a tareas sanitarias en un hospital de sangre en Madrid (Hospital Obrero de Maudes). En 1936 el hospital fue evacuado debido al avance de las tropas franquistas y Matilde se trasladó en noviembre a Valencia para reorganizar el SRI.
Es relevante su presencia y actividad en el cuartel general de las Brigadas Internacionales y en diversos lugares (Albacete, Madrid, Extremadura, Aragón, Córdoba), particularmente en el avance de las tropas rebeldes sobre Málaga, organizando tareas de evacuación de la población en febrero de 1937.
Ese mismo año era la responsable en el SRI de auxilio a los refugiados, concretamente en tareas de evacuación de niños y de inspección de comedores y colonias infantiles, y en julio representó al SRI en una conferencia internacional sanitaria de ayuda a España celebrada los días 3 y 4 en París (Centrale Sanitaire Internationale d’aide à l’Espagne Républicaine).
En abril de 1938 realizó tareas de apoyo a los refugiados republicanos de la zona de Mérida. Este mismo mes se incorporó, en Barcelona, a la sección de información popular de la Subsecretaría de Propaganda del Gobierno Republicano. En el verano de ese año, fue miembro de la Junta Directiva de la Casa de Extremadura en Barcelona.
Durante estos meses colaboró con las organizaciones antifascistas extremeñas organizadas en la zona republicana. Su frenética actividad por diferente ciudades, dificultada por una afección pulmonar que la aquejaba, motivó probablemente la decisión de enviar a su hija Carmen, que entonces residía en las colonias de Valencia, a la Unión Soviética en el verano de 1938. Carmen López Landa falleció en Madrid el 20 de enero de 2006, a los 75 años.
Recorrió por entonces numerosas ciudades de la península, en las que organizó conferencias para levantar la moral a los combatientes republicanos. En esa época debió conocer a Miguel Hernández, quien le dedicó el poema A Matilde, inédito hasta el año 2002.
En noviembre de 1938 Matilde Landa participó en el Congreso Nacional de la Solidaridad, celebrado en Madrid. Allí sería elegida miembro del Comité Ejecutivo Nacional del SRI.
Residiendo entonces en Barcelona, tras la caída de la ciudad en enero de 1939, un viaje clandestino por carretera la trasladó a Madrid donde en marzo de 1939 sería la dirigente designada por el Buró Político del PCE, en un cónclave secreto, responsable de reorganizar y encabezar el partido ante la inminente entrada de las tropas franquistas en la capital. Su ámbito de actuación incluía también, además de Madrid, las provincias de Cuenca, Guadalajara y Toledo. Esto la convertía prácticamente en el único referente de la organización clandestina en España.
La labor del partido en ese momento, con gran escasez de medios y extrema improvisación, se organizó en torno a pequeñas células que pronto caerían en manos de la policía franquista. Encargada de organizar —actuando con el nombre de Elvira— la fuga de los dirigentes del partido Domingo Girón, Eugenio Mesón y Guillermo Ascanio, fracasó por la indiscreción de una antigua dirigente y los tres serían entregados a las autoridades franquistas y fusilados en 1941. Como consecuencia de ello, cayó el militante Joaquín Rodríguez, lo que provocaría la localización de Matilde, que fue detenida junto a su secretaria María Guerra Micó el 4 de abril de 1939.
El 12 de abril Matilde fue conducida a la sede del Ministerio de Gobernación —actual Ministerio de Interior—, en la Casa de Correos de la Puerta del Sol, donde fue interrogada por el comisario Jesús Cabezas. Hay versiones encontradas sobre si fue torturada o no, pero sí se sabe que estuvo aislada e incomunicada durante casi seis meses.

### La cárcel

#### Ventas
El 26 de septiembre de 1939 ingresó en la prisión de Ventas. Entre las reclusas allí encarceladas habían estado Las Trece Rosas, fusiladas el mes anterior sin haberse llegado a tramitar su solicitud de conmutación de pena.
La directora del penal era entonces la teresiana Carmen de Castro, que había sido alumna de la Institución Libre de Enseñanza. Matilde, quizás por ello, consiguió su autorización para organizar en su propia celda de la galería de penadas —que reunía a las condenadas a muerte con la finalidad de separarlas del resto de reclusas, y que en aquellas fechas llegó a albergar hasta 190 penadas— una oficina donde realizaría una impresionante tarea de ayuda a las presas condenadas a muerte: se trataba de la conocida oficina de penadas, un gabinete de asistencia jurídica a las presas —fundamentalmente tramitación de recursos para conseguir su exculpación—, que consiguió evitar el fusilamiento de algunas de ellas. Aunque sus logros al respecto no serían cuantitativamente elevados, se consolidó como un importante apoyo psicológico que posibilitó establecer una red de ayuda entre las mujeres y entre ellas y sus familias ante situaciones desesperadas e inciertas, generalmente enfrentadas a una situación de absoluta indefensión legal.
Fue procesada en consejo de guerra por el capitán Álvaro Soto Burgos el 7 de diciembre de 1939, por el delito de adhesión a la rebelión. Condenada a la pena de muerte, gracias a las gestiones realizadas por su hermana Aida con el filósofo y entonces sacerdote Manuel García Morente, converso muy bien relacionado con el régimen, alumno y profesor de la ILE y amigo de Rubén Landa Vaz, hermano de Matilde, su pena fue conmutada por la inmediatamente inferior de treinta años de reclusión el 18 de junio de 1940.
Es su expediente penal figura, con fecha de 14 de marzo de 1941, estando recluida ya en Palma de Mallorca, que

Se recibe y une testimonio de sentencia y liquidación de condena de esta penada a treinta años en causa nº 50.683/39, que con el abono de prisión preventiva sufrida extinguirá el 22 de septiembre de 1969.

Su conmutación fue un caso absolutamente excepcional, y condicionado a su traslado a un penal situado fuera de la península. Tras la conmutación, Matilde solicitó continuar en la galería de penadas con su labor de asistencia jurídica, sin conseguirlo. Después de su salida de la galería, la dirección de la prisión prohibió la oficina y en su lugar se habilitó un taller de costura.

#### Palma
El 14 de agosto de 1940 fue trasladada a la prisión de Can Sales en Palma de Mallorca, caracterizada por la masificación y la pésima alimentación y condiciones de las reclusas.
Al igual que en Ventas, Matilde se convirtió de inmediato en un referente moral para las presas, encabezando las modestas acciones de resistencia que se desarrollaban en el penal. Desde su ingreso fue objeto de un permanente acoso, no solo a causa de su gran actividad organizativa, sino por su singularidad: Matilde Landa era una mujer culta, inteligente, con gran ascendente entre las presas, y sin bautizar.
Fue víctima de numerosas sanciones. Con fecha de 1 de junio de 1941, en su expediente penal se indica: 

Castigo: la Junta de Disciplina en sesión celebrada el día 1º, a propuesta de la madre superiora [sic] acordó recluir en celda a esta penada y solicitar su traslado a una prisión de incorregibles.

En la celda de aislamiento permaneció casi cuatro meses; el 20 de septiembre se acordó levantar su castigo con motivo de la festividad de la Merced.
El 14 de septiembre de 1942, doce días antes de morir, se recibió un oficio de la dirección general de prisiones ordenando el traslado de Matilde a la cárcel de mujeres de Santa Cruz de Tenerife, sancionada por su conducta. El traslado fue suspendido días después.
Desde la cárcel, escribió diversas cartas dirigidas a su hija Carmen, que había conseguido salir de España y vivía con sus tíos en México.
Sus fuertes convicciones, coherencia y actitudes consecuentes provocaron que las autoridades religiosas de la prisión, las Hijas de la Caridad de San Vicente de Paúl, se interesaran de manera muy especial por su conversión al catolicismo, lo cual habría constituido un acto propagandístico de primer orden para la dictadura. Así, desde 1941 sufrió fuertes presiones para que accediera a recibir el bautismo. La presión de las militantes de Acción Católica sobre Landa fue extremadamente cruel, personificada en la catequista que le habían asignado, Bárbara Pons. La mejora de las condiciones de vida de las reclusas fueron convertidas en moneda de cambio para conseguir la cristianización de Matilde, auspiciada por el obispo de Palma, José Miralles Sbert.
El bautismo público estaba previsto para el 26 de septiembre de 1942, justamente al cumplirse el tercer aniversario desde su ingreso en prisión, al que asistirían el obispo de Palma y el gobernador civil.

### Muerte
Pasadas las seis de la tarde del sábado 26 de septiembre de 1942, día que estaba prevista la ceremonia de bautismo, con 38 años, se lanzó desde una galería de la prisión, falleciendo. Su agonía duró casi una hora, tiempo suficiente para que se le administrara finalmente el bautismo in articulo mortis. Se apunta como causa más probable el suicidio, inducido por la terrible situación de presión a que estaba siendo sometida por parte de las autoridades penitenciarias y eclesiásticas de la isla para ser bautizada.
El acta de defunción expedida por el juzgado municipal y certificada en extracto en la causa judicial, con fecha 29 de octubre de 1945, informaba de que “falleció el 26 de septiembre de 1942, a las 19 horas 25 minutos, a consecuencia de hemorragia interna”. Sin embargo, en su expediente penal figura: 

A las 19 horas y 10 minutos del día de ayer – 26 de septiembre - falleció esta penada en esta prisión a causa de la enfermedad que indica el certificado médico que se adjunta.

En su celda encontraron tres obras: las poesías de Bécquer, los escritos de Santa Teresa, y una edición completa de las obras de Quevedo.
Fue enterrada en el cementerio de Palma, en una sepultura propiedad de Aina Oleza Bestard, perteneciente a una familia aristocrática mallorquina.
La documentación de la causa judicial de Matilde Landa, con el número 50.683, se encuentra actualmente en un archivo militar, el de la Capitanía General de Madrid.

## Memoria
El grupo de rock navarro Barricada, en el disco La tierra está sorda (2009), con 18 temas alusivos a la Guerra Civil y la posterior represión franquista, dedicó uno de ellos a Matilde Landa. Está acompañado por un libreto de 184 páginas.
El 26 de septiembre de 2012, el Partido Comunista de las Islas Baleares y Izquierda Unida de las Islas Baleares rindieron un homenaje a Matilde Landa en su tumba del cementerio de Palma, al cumplirse el 70.º aniversario de su muerte.